# Citéphilo
 (décembre 2022).
Citéphilo est une manifestation annuelle qui se déroule en région Hauts-de-France. Elle a pour vocation de diffuser la réflexion philosophique dans l’espace public. 
Citéphilo propose, chaque année depuis 1997, une centaine de conférences-débats, projections, visites guidées - toutes gratuites et libres d'accès dans la limite des places disponibles - autour de la philosophie et des grands domaines de la pensée (anthropologie, histoire, sociologie, médecine, psychanalyse, physique, géographie, arts, droit…).
200 intervenants et chercheurs y développent leur pensée. Ils y exposent l’état de leurs recherches. Celles-ci peuvent entrer en résonance avec l’actualité et le présent. 
Chaque rendez-vous est l’occasion d’un échange avec le public.

## Citéphilo se déroule dans 5 départements et une quarantaine de lieux publics et culturels
Citéphilo s’organise autour d’un temps fort de trois semaines en novembre à Lille et en région Hauts-de-France, temps fort prolongé par une série de conférences à Amiens en décembre et par un week-end à Compiègne en avril. 
Festival itinérant, Citéphilo se tient dans les 5 départements des Hauts-de-France, dans une vingtaine de villes et une quarantaine de lieux publics : musées, théâtres, lycées, médiathèques, librairies… 
Manifestation populaire, elle permet la rencontre et l’échange entre des chercheurs spécialistes de leur domaine et des publics diversifiés. 
Les intervenants s’efforcent de rendre intelligible leur propos afin de partager leur réflexion avec le plus grand nombre possible.

## Les lignes de programmation de Citéphilo
La manifestation s’articule autour de plusieurs rubriques : 
- une thématique annuelle qui permet d’appréhender un sujet en prise avec le présent ;

- un invité d’honneur : philosophe, anthropologue, philologue, historien, scientifique ;

- une actualité éditoriale qui met en lumière plusieurs dizaines d’ouvrages parus dans l’année ;

- une programmation autour d’un cinéaste peu diffusé dans les circuits cinématographiques habituels.

www.citephilo.org

## Histoire
Elle est organisée par l’association Philolille qui a pour vocation de promouvoir le développement de la philosophie en France.               

## Éditions
Thèmes et invités de Citéphilo depuis sa création, 1997
| Année                   | Thème                                          | Invité                                                                |
| 1997                    |                                                | 100 philosophes dans la cité                                          |
| 1998                    | L’Italie                                       | Penser ensemble                                                       |
| 1999                    |                                                | L’individu, le citoyen                                                |
| 2000                    | L’Allemagne                                    | Résister ?                                                            |
| 2001                    | L’Inde                                         | Traversées du quotidien                                               |
| 2002                    | Le Portugal                                    | Dynamique des frontières                                              |
| 2003                    | Ce qui vient…                                  | La Belgique                                                           |
| 2004                    | L’Europe, lieu commun ?                        | L’Europe + Lille 2004, capitale européenne de la culture              |
| 2005                    | La séparation                                  | Le Royaume Uni                                                        |
| 2006                    | Commencements (ou ?)                           | Stanley Cavell                                                        |
| 2007                    | Questions(s) de forme(s)                       | Claude Lefort                                                         |
| 2008                    | Identité(s)                                    | L’Iran                                                                |
| 2009                    | Usages du temps                                | Berlin                                                                |
| 2010                    | L’avenir du commun                             | La (ou les) Caraïbe (s)                                               |
| 2011                    | L’art de faire                                 | Carlo Ginzburg                                                        |
| 2012                    | Quel réel ?                                    | Badiou, Butor, Bouveresse, de Oliveira                                |
| 2013                    | Pseudo – ressemblances et faux-semblants       | Le Japon                                                              |
| 2014                    | De quel droit ?                                | Penseurs d’Afrique                                                    |
| 2015                    | Laboratoires, la science telle qu’elle se fait | Julia Kristeva (n’est pas venue à cause des attentats du 13 novembre) |
| 2016                    | La République et l’universel                   | Georges Didi-Huberman                                                 |
| 2017                    | Que croyez-vous ?                              | Barbara Cassin                                                        |
| 2018                    | Féminin, singulier universel                   | Christian Jambet                                                      |
| 2019                    | Dire et faire                                  | Philippe Descola                                                      |
| 2020, version numérique | Transmettre                                    | Mireille Delmas-Marty                                                 |
| 2021                    | Fiction(s)                                     |                                                                       |
| 2022                    | Nous, vivants                                  |                                                                       |